# イ・ジス
イ・ジス（Lee Ji Soo、1981年9月19日 - ）は韓国の作曲家、編曲家、ピアニスト。

## 略歴
- 1981年9月19日、ソウル生まれ。
- 5歳でピアノを習い始める。
- 10歳で作曲を習い始める。
- ソウル大学作曲科に入学（首席入学）。
- 同大学在学中に映画やドラマのために作曲し、2004年9月に行われた『冬のソナタ』Classic Concertに出演。

## これまでに関わった映画やドラマ
- 『シルミド』全音楽
- 『オールド・ボーイ』全音楽
- 『氷友』BGM
- 『Windstruck』の音楽担当
- 『血の涙』の音楽担当
- 『冬のソナタ』挿入曲（「初めて」、「今でも」）
- 『夏の香り』BGM